# Liphistius nabang
Espèce
Liphistius nabang est une espèce d'araignées mésothèles de la famille des Liphistiidae.

## Distribution
Cette espèce est endémique du Yunnan en Chine,. Elle se rencontre dans le xian de Yingjiang.

## Description
Le mâle holotype mesure 8,99 mm et la femelle paratype 13,96 mm.

## Étymologie
Son nom d'espèce lui a été donné en référence au lieu de sa découverte, Nabang.

## Publication originale
- Yu, Zhang & Zhang, 2021 : « First new species of the genus Liphistius Schiödte, 1849 from China (Araneae: Liphistiidae). » Acta Arachnologica Sinica, vol. 30, no 1, p. 36-40.